# Нарин (річка)

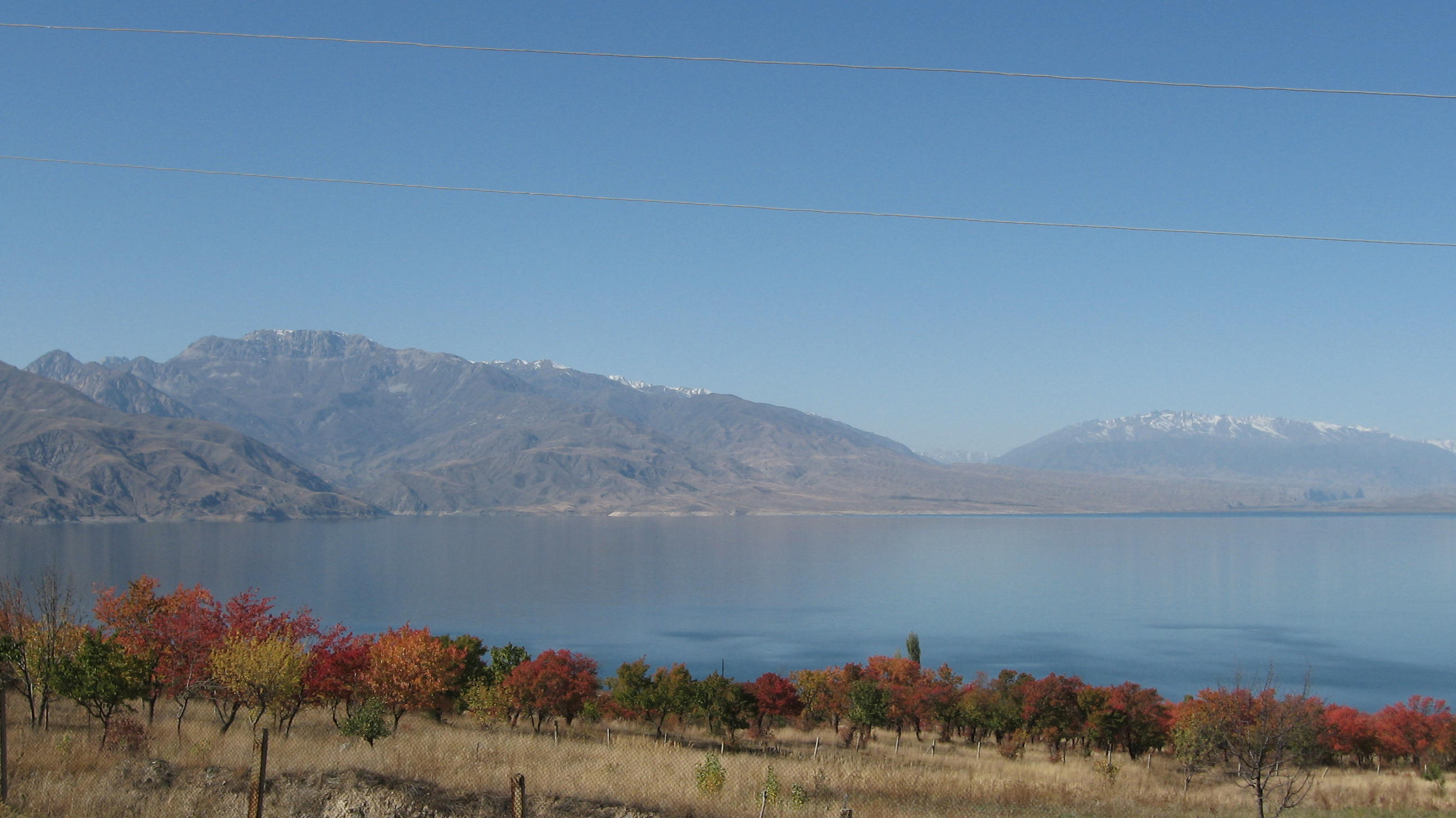
Токтогульське водосховище.

Нарин (також Алабугатуз) (кирг. Нарын, узб. Norin) — річка в Середній Азії. Протікає територією Іссик-Кульської, Наринської, Джалал-Абадської областей Киргизстану та Наманганської області Узбекистану.
. При злитті з Карадар'єю(40°54′ пн. ш. 71°45′ сх. д. / 40.9° пн. ш. 71.75° сх. д.) утворює річку Сирдар'ю.

## Гідрографія
Довжина Нарину — 807 км, площа басейну 59,9 тис. км²;. Утворюється злиттям річок Великий Нарин і Малий Нарин, які беруть початок в льодовиках Центрального Тянь-Шаню. Тече в міжгірський долині, місцями у вузьких ущелинах. Середня витрату води вище міста Уч-Курган — 480 м³/с, зважених наносів — 760 кг/с. Живлення льодовиково-снігове. Повінь з травня по серпень. Максимальний стік в червні — липні. У верхів'ях замерзає. Мінералізація води 200—500 мг/л, збільшується до гирла, особливо в межень. У верхів'ях річки розташовано Наринський заповідник площею 24,2 тис. га.

## Господарча діяльність
Вода використовується на зрошення. З Нарину беруть початок Великий Ферганський канал і Північно-Ферганський канал. Річка має значні енергетичні ресурси, на ній розташовані Токтогульська ГЕС, Ташкумирська ГЕС, Учкурганська ГЕС, Курпсайська ГЕС, Шамалдисайська ГЕС, з відповідними водосховищами. Будується Камбаратинська ГЕС-2 та каскад Верхньо-Наринських ГЕС.На берегах річки розташовані міста: Нарин, Таш-Кумир, Уч-Курган.